# Katja Loher
Katja Loher (Zurigo, 1979) è un'artista svizzera, conosciuta per le sue videosculture e video installazioni realizzate su vari supporti, integrando elementi organici e planetari con movimenti coreografici e prospettive panoramiche aeree.
I suoi lavori suggeriscono dimensioni alternative nelle quali il passato, il presente ed il futuro convergono. Le opere di Loher sono state esposte in vari musei d'arte in Italia, Russia, Cina, e negli Stati Uniti. Il suo lavoro è presente inoltre nelle collezioni di Istituti come la Swissgrid AG (Aarau, Svizzera), il Perth Concert Hall (Perth, Scozia, UK), ed il New Britain Museum of American Art (New Britain, Connecticut, USA).

## Istruzione
Si è laureata presso l'École Supérieure des Beaux-Arts di Ginevra (2000–2001), e diplomata all'Hochschule für Gestaltung und Kunst di Basilea (2001–2004).

## Carriera
Un anno dopo aver terminato i suoi studi ha esposto le proprie opere alla Prima Biennale di Arte Contemporanea di Mosca nel 2005. Cinque anni dopo, il suo lavoro è stato presentato presso gallerie d'arte di Roma, Zurigo, Napoli, Tel Aviv, e San Paolo in Brasile. Nel 2013, l’artista ha inaugurato una mostra personale a New York presso la C24 Gallery|Galleria C24, e successivamente nel 2014, 2016 e 2018. Altre mostre personali sono state realizzate tra il 2013 e il 2020 nella Galleria Anya Tish di Houston (Texas, USA), e nella Galleria Andres Thalmann di Zurigo (Svizzera) tra il 2013 e il 2018.
Le opere di Katja Loher sono state esposte in molti musei internazionali tra i quali: Kunsthalle (Basilea, Svizzera 2007), MAXXI - Museo nazionale delle arti del XXI secolo (Roma, Italia 2010), Haus für Kunst (Altdorf, Uri, Svizzera 2013), Figge Art Museum  (Davenport, IA, USA 2014),  Telfair Museum (Savannah, GA, USA 2015), Museo dell'Hermitage (San Pietroburgo, Russia 2005), Today Art Museum (Pechino, Cina 2016), Bruce Museum (Greenwich, CT, USA 2017), Long Museum, (Shanghai, Cina 2014), San José Museum of Art (San José, CA, USA 2014), ed il New Britain Museum of American Art (New Britain, CT, USA 2015).
Le installazioni audiovisive di Loher sono state presentate anche in festival ed open air sites di tutto il mondo, tra i quali il Fringe Festival di Dublino nel 2006, il SURGE for the 798 Arts Festival di Pechino nel 2007, il Prague Contemporary Art Festival di Praga nel 2010, il Brooklyn Academy of Music Next Wave Festival di New York nel 2014 il PULSE Festival di Savannah  (Georgia, USA) nel 2015, l'India Art Fair (Swiss Embassy, New Delhi, India) nel 2018, ed il Nou Le Morne Festival (Mauritius) nel 2019.
Tra i suoi premi, nel 2004 ha ricevuto il CreaTv Award for New Media dal TV production nel 2008 ha ottenuto una residenza artistica di sei mesi a Berlino dall’Ufficio Culturale di Schaffhausen, la sua città natale, e nel 2010 la città di Basilea le ha conferito il secondo posto per l’Art Credit Award.
L'opera dell’artista è stata recensita sulla stampa di settore e su testate giornalistiche, ed è presente in una serie di volumi pubblicati dalla Galleria Andres Thalmann di Zurigo.

## Opere

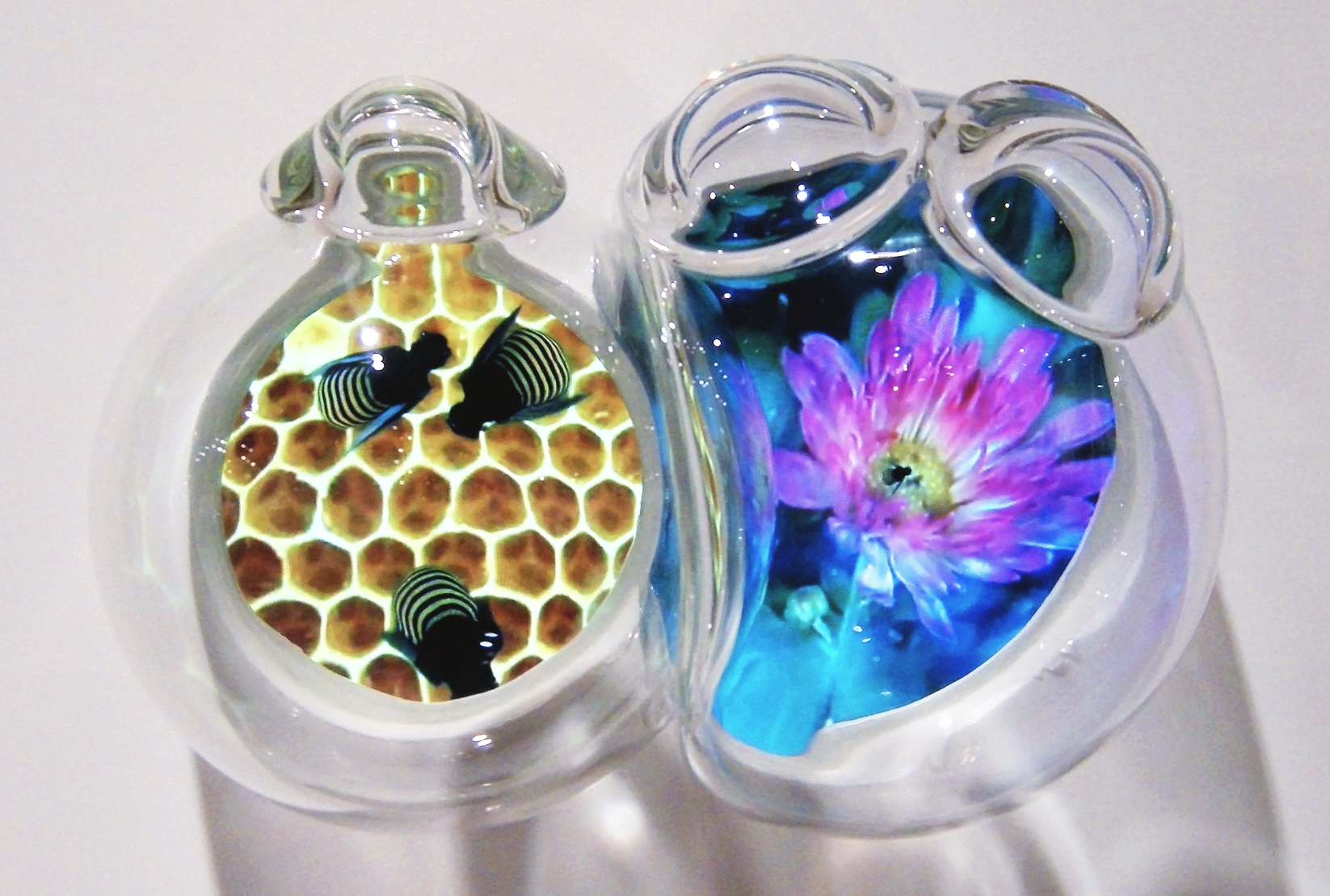
Beebubble, opera d'arte in vetro per Katja Loher

Tra le installazioni di Katja Loher degli ultimi anni ci sono:
- 2010 Bubbles - inaugurata alla Galleria Andres Thalmann di Zurigo. Si tratta di un’installazione formata da bolle di vetro al cui interno vengono proiettate immagini video in 3D che mostrano ballerini in miniatura con vestiti luminescenti, ripresi dall'alto e che formano figure caleidoscopiche. L’opera è accompagnata da testi ispirati alle liriche del poeta cileno Pablo Neruda.[48] OK
- 2012 Timebubble – esposta a New York, presenta il compositore e pianista statunitense Philip Glass come il “Signore del Tempo”. Questa scultura video raffigura, da un lato, ballerini che imitano i movimenti meccanici dei vari componenti di un orologio e che, come le sezioni di un'orchestra, seguono le indicazioni del compositore. Dall'altro lato, un'area simile a un labirinto, è abitata da creature i cui movimenti creano uno spazio positivo e negativo.[49]
- 2014 Bang Bang - esposta presso la Galleria C24 di New York, consiste in proiezioni di video coreografici di ballerini sincronizzati, visti dall'alto, che rimandano allo stile di Busby Berkeley e accompagnati da domande esistenziali umoristiche o astratte.[50]
- 2014 Videoplanet-Orchestra - esposta presso il Figge Art Museum di Davenport (Iowa, USA) e nella Galleria C24 di New York. Si tratta di videoproiezioni di performance, musica e danza su sfere sospese, che pongono domande sul tema dell'equilibrio tra gli esseri umani, la natura e la tecnologia.[51][52]

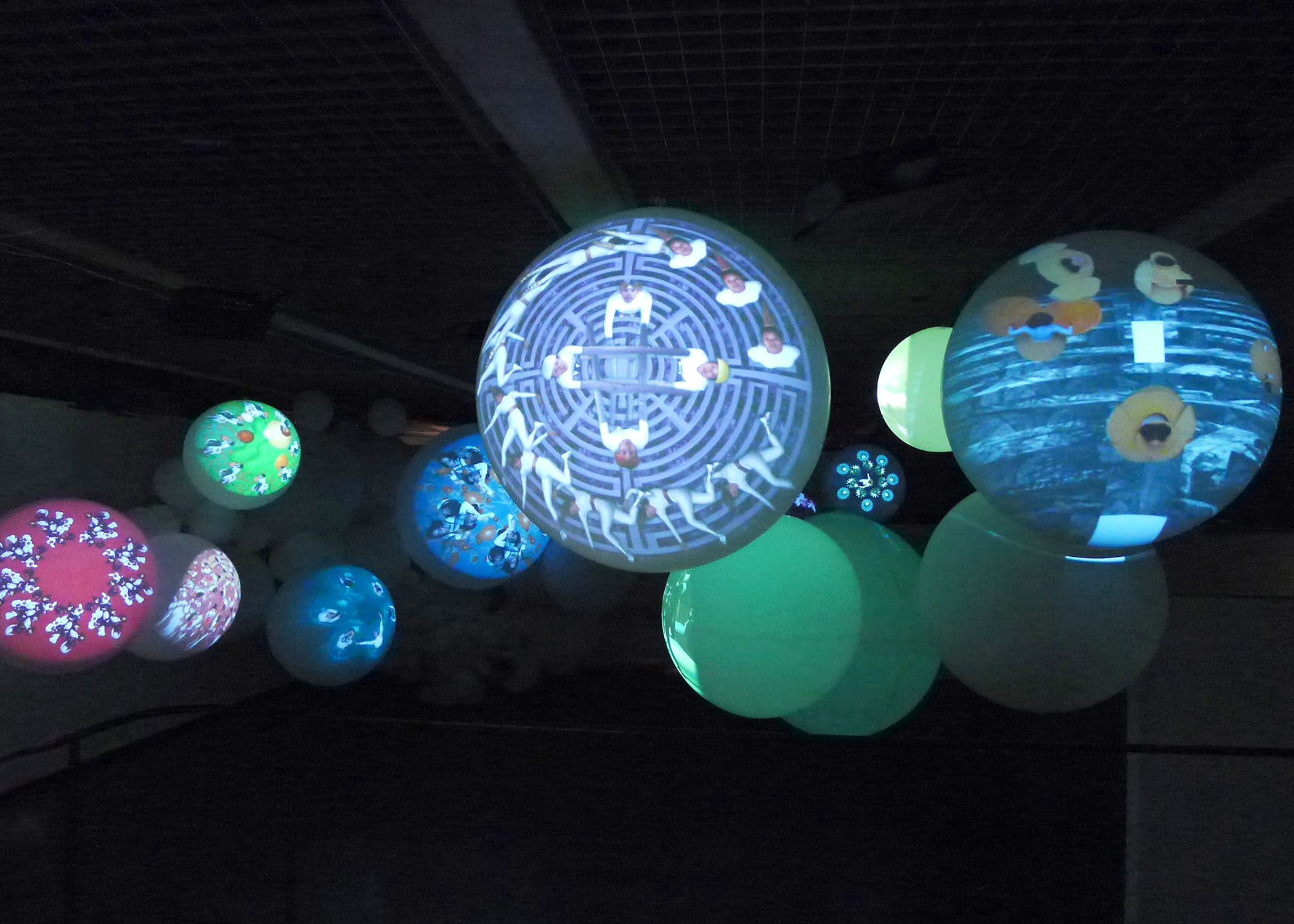
Videoplanets per Kaja Loher

- 2015 Beeplanet - esposta presso il Jepson Center for the Arts di Savannah (Georgia, USA), presenta sfere di vetro soffiato usate come schermi per proiettare video sulla sensibilizzazione ambientale.[37]
- 2016 Vuela Vuela - presentata alla Galleria C24 di New York, unisce la tecnica video in sfere di vetro e il tema delle risorse delle foreste pluviali con proiezioni di coreografie di creature surreali che esplorano i quattro elementi della natura, invocando la figura del guaritore shamanico, la sua medicina e le sue piante.[53]
- 2018 Where Does The Rainbow End?  - installato stabilmente nella sede di Swissgrid (Aarau, Svizzera), è un video composto da sette sezioni che mostra creature simili a formiche che si muovono tra gli elementi della natura (acqua, terra, aria e fuoco) e successivamente nei "sogni", invitando lo spettatore a porsi domande filosofiche che contrastano con un ambiente lavorativo tecnicamente complesso.[54]
- 2019 Seeds of Life - prodotto da The House Collective e presentato nelle sue sedi di Hong Kong, Chengdu, Pechino e Shanghai (Cina). Katja Loher ha collaborato con il designer di Feng Shui, Thierry Chow, lo stilista Dirty Pineapple, il pittore Wu Hao ed altri creativi locali, a produzioni site-specific e su larga scala, che esplorano i cinque elementi tradizionali cinesi della natura (legno, fuoco, terra, metallo e acqua). Le opere integrano risorse audiovisive con tradizioni locali per unire il passato, il presente ed il futuro, proiettandoli in 'globes' caleidoscopici, in contrappunto all'ambiente architettonico tradizionale.[2][55]
- 2020 What happens to the swallows that are late for spring? - esposta nella Galleria Anya Tish di Houston (Texas, USA). Proiezioni di intricate immagini su grandi sfere galleggianti e bolle di vetro incastrate in nidi di uccelli mostrano un universo di pianeti esotici nei quali creature, paesaggi e strutture convivono armonicamente, mettendo in discussione il ruolo dell'individuo nel grande cosmo.[56]